# Охровусач

Охровуса́ч (лат. Pyrrhidium Fairmaire, 1864) — рід жуків з родини вусачів. В Українських Карпатах трапляється лише один вид — Охровусач червоний (Pyrrhidium sanguineum Linnaeus, 1758).